# Relay Hills
Die Relay Hills (englisch für Staffellaufhügel) sind eine Gruppe niedriger, eisbedeckter und hauptsächlich kegelförmiger Hügel im Grahamland auf der Antarktischen Halbinsel. Sie ragen an der Fallières-Küste zwischen Mount Edgell und den Kinnear Mountains auf.
Eine erste grobe Vermessung erfolgte zwischen 1936 und 1937 durch Teilnehmer der British Graham Land Expedition (1934–1937) unter der Leitung des australischen Polarforschers John Rymill. Luftaufnahmen entstanden im November 1947 bei der US-amerikanischen Ronne Antarctic Research Expedition (1947–1948). Der Falkland Islands Dependencies Survey nahm im November 1958 eine erneute Vermessung der Hügel vor. Das UK Antarctic Place-Names Committee benannte sie am 31. August 1962. Namensgebend waren rollierende Etappen, die bei der British Graham Land Expedition und auch durch den FIDS zurückgelegt werden mussten, um von hier aus zum Kopfende des Prospect-Gletschers zu gelangen: Nach Transport eines Teils der Ausrüstung über eine gewisse Strecke kehrten die Teilnehmer um, um den anderen Teil zu holen.